# كين فريمان
كين فريمان (بالإنجليزية: Ken Freeman)‏ هو عالم فلك أسترالي، ولد في 27 أغسطس 1940 في برث في أستراليا.

## وصلات خارجية
- كين فريمان على موقع الموسوعة البريطانية (الإنجليزية)